# DOD (ブランド)
DOD（ディーオーディー）はビーズ株式会社（大阪府東大阪市）のアウトドアブランド名。ロゴはウサギの顔をモチーフにデザインされている。
2018年にDOPPELGANGER OUTDOOR（ドッペルギャンガーアウトドア）からDODにブランド名を変更した。

## 概要
2008年にアウトドア用品ブランドとしてドッペルギャンガーアウトドアを創立した。コンセプトは 「アウトドアをワクワクするソト遊びに。」。「オシリピッカリーノ」（ランタン）のようにユニークな商品名が特徴。
メーカーであるビーズ株式会社は、1997年（平成9年）4月に大阪府堺市に「ビーズ有限会社」として設立。1999年（平成11年）6月に「ビーズ株式会社」へと組織変更した。現在の所在地に本社移転したのは2018年（平成30年）1月のことである。
ビーズは自転車用品ブランド「DOPPELGANGER」（ドッペルギャンガー）も別途運営している。ドッペルギャンガーアウトドアのブランド創立10周年を記念すると共に、自転車用品ブランドとの混同を避けるためにブランド名変更となった。

## ブランドブック
ブランドブックが宝島社より発売されている。
- 『DOD SHOULDER BAG & CARABINER BOOK』 ISBN 978-4-299-00259-4
- 『DOD MULTI BACKPACK BOOK』 ISBN 978-4-299-01443-6
- 『DOD TRANSFORM SHOULDER BAG BOOK』 ISBN 978-4-299-01822-9、ISBN 978-4-299-01824-3、ISBN  978-4-299-01826-7
- 『DOD WALLET SHOULDER BAG BOOK』 ISBN 978-4-299-02637-8、ISBN 978-4-299-02639-2、ISBN 978-4-299-02643-9
- 『DOD BIG TOTE BAG BOOK』 ISBN 978-4-299-02633-0、ISBN 978-4-299-02635-4、ISBN 978-4-299-02641-5